# Wendy på Lindhöjden
Wendy på Lindhöjden (även kallad bara Wendy) är en tysk tecknad serie. I Sverige publicerades den först i numera nedlagda hästtidningen Penny i början av 1990-talet. Serien blev så populär att den så småningom flyttade till och gav namn åt en helt ny tidning, Wendy, där den fortfarande publiceras. Handlingen kretsar kring 15-åriga Wendy Thorsson och hennes liv på Lindhöjden där hennes pappa Gunnar driver en ridskola och ett stuteri där han föder upp holsteinare. Wendys farmor Hanna driver även ett pensionat på området och Wendys faster Ingrid ett hälsocenter. I ett avsnitt brinner gården Lindhöjden ner för att sedan återuppstå som Nya Lindhöjden. Serien utspelar sig i den fiktiva staden Olsborg. I den svenska versionen av serien låg Olsborg först i Tyskland men så småningom ändrades detta och Olsborg sades istället vara en svensk stad.
De olika serieavsnitten kan i regel läsas fristående och figurerna åldras inte. Större omvälvningar i handlingen är dock oftast permanenta. Exempel på detta är hur Lindhöjden blir Nya Lindhöjden samt Wendys pojkvänner som varierat genom åren. En del storylines kan också sträcka sig genom flera avsnitt. Serien handlar främst om vardagslivet på gården men dramatiska händelser där människors eller hästars liv är i fara är också återkommande inslag. Wendy blir då ofta hjälten som reder upp situationen genom mod och kvicktänkthet. Ibland framkommer också att hon har ett "sjätte sinne" och kan känna på sig när en olycka ska inträffa. Hästar med problem, hästägare som inte vill ta reson, miljöproblematik (där djur och natur hotas), konflikter personalen emellan, tävlingar och romantik är vanliga ingredienser i ett typiskt avsnitt. Wendys skolgång skildras främst genom hennes ovilja att tvingas ägna sig åt läxläsning istället för åt ridning. Serien uppehåller sig sällan vid vad som faktiskt händer Wendy i skolan eftersom det är livet på Lindhöjden som är relevant för henne. Serien kan inte beskrivas som realism utan skapar snarare en bild av Wendy som den "perfekta hästtjejen" med precis det liv som unga, hästintresserade flickor drömmer om. Saker som problem i skolan och gräl med föräldrar beskrivs sällan eller aldrig som speciellt allvarliga utan mer som irritationsmoment i en annars perfekt vardag.
Berättelser om Wendy på Lindhöjden finns även i bokform. Vissa detaljer i böckerna skiljer sig från serien. I böckerna har Wendy exempelvis endast en häst, Dixi, och till skillnad från i serien är Dixi duktig på att hoppa.

## Figurer i serien

### Wendys familj
- Wendy Thorsson - 15 år gammal och seriens huvudperson. Wendy har långt, ljust, lockigt hår som hon alltid bär i en hög hästsvans och under tidigare år är hennes vinröda/rosa-färgade ridhjälm karaktäristisk. I den nutida versionen av serien har hon rakare, pageklippt hår som hon alltid har utsläppt. I samband med sin nya frisyr, som hon får i ett avsnitt då hon tvingats färga sitt hår som förklädnad för att lösa någon form av mysterium, blir hennes hår också med tiden blont från att ha varit mera orangefärgat. I samband med att serien först publicerades presenterades även ett uppslag där Wendy beskriver de viktigaste figurerna. Hon hävdar där om sig själv att hon har "en liten uppnäsa som alla utom hon själv tycker är söt". Wendy älskar att rida och går vanligtvis upp tidigt för att hinna rida innan hon åker till skolan. Hon brinner även för djur av alla arter och engagerar sig ofta i djur- och miljöproblematik.
- Gunnar Thorsson - Wendys pappa som driver Lindhöjden. Gunnar är en sträng och bestämd person som ofta tillrättavisar Wendy, i synnerhet då hon försummar sitt skolarbete. Gunnar är en duktig dressyrryttare och i vissa avsnitt framgår att han regelbundet tävlar i dressyr med sin häst Onyx. Han är blond och har mustasch.
- Karin Thorsson - Wendys mamma. Hennes namn har i enstaka avsnitt varit Hanna istället för Karin, men detta är annars namnet på Wendys farmor. Karin är i första hand hemmafru och tar ganska sällan aktiv del i seriens handling även om hon nästan alltid är med. Dock vill hon i ett avsnitt börja jobba, vilket leder till konflikt med Gunnar. Efter det att serien hållit på några år återfinner även Karin sin familj som hon tidigare inte haft kontakt med och Wendys släktingar på Karins sida introduceras i serien. Karin har mörkt hår.
- Anna Thorsson - Wendys äldre syster som inte är intresserad av hästar. Hon har långt, ljust, rakt hår och studerar design i Hamburg (som senare, i och med att serien börjar utspela sig i Sverige, blir Stockholm). Anna dyker upp i serien mer sällan men klagar då ofta på Wendys bristande intresse för mode och det faktum att hon enbart tänker på hästar. Anna får senare också en son tillsammans med sin pojkvän Björn. Hon figurerar mer och mer sällan i serien för att sedan mer eller mindre försvinna helt.
- Carina Thorsson - Wendys adopterade lillasyster som tillkommer senare i serien. Carinas mamma dör i cancer och Carina blir då adopterad av Wendys familj. Carina har kort, mörkt spretigt hår. I den samtida Wendyserien omnämns Carina enbart som Wendys lillasyster och hennes gamla familj samt adoption, ett förhållande som var närvarande när hon introducerades i serien, försvinner snart ur handlingen. Carina blir snabbt hästintresserad och får senare en egen häst som heter Paolo.
- Hanna Thorsson - Wendys farmor som driver ett pensionat på Lindhöjden.
- Eva - Ingrids dotter och Wendys kusin. Eva har i likhet med Anna långt, rakt, ljust hår. Hon är dum, fåfäng, vårdslös och skrytsam. Flera avsnitt bygger på att någon olycka sker eftersom Eva inte varit uppmärksam eller slarvat med något. Eva och Wendy är ofta fiender och också konkurrenter i exempelvis tävlingar. Många avsnitt handlar om hur Eva "lär sig en läxa" men trots detta förbättras hennes beteende inte permanent. Efter några år introduceras Evas pappa Martin i serien även om han sällan dyker upp. Martin är skild från Ingrid men har gift om sig och fått en liten son.
- Ingrid - Wendys faster som driver ett hälsocenter på Lindhöjden. I tidiga avsnitt framstår hon som otrevlig och snorkig, precis som sin dotter Eva, men efter ett tag börjar hon porträtteras som betydligt mer sympatisk. Istället för att som i tidigare avsnitt insistera på att Eva är perfekt blir hon istället ofta den som tillrättavisar Eva. Precis som Eva är Ingrid blond.
- Gabriella - Även kallad Gabi. Wendys kusin på sin mammas sida och syster till Jörgen.

### Övriga mänskliga figurer
- Maria - Camilla i den danska varianten av serien. Wendys bästa vän som också är intresserad av hästar. Maria har en egen häst, Prins, som står uppstallad på Lindhöjden. Hon har rött hår, är blyg och i regel mer intresserad av killar och romantik än Wendy är. Hennes pappa är polis i Olsborg.
- Mark Benson - 24 år och ridlärare på Lindhöjden. Mark har mörkt hår, ser bra ut och kommer ursprungligen från England. I framför allt lite tidigare avsnitt är Wendy ibland mer eller mindre hemligt förälskad i Mark, känslor som inte är helt obesvarade även om Mark tycker att Wendy är alldeles för ung för en eventuell romans. Mark har en egen häst, Warwick, som står uppstallad på Lindhöjden. Han är ofta oense med Vivi och deras gräl är ett vanligt förekommande inslag i serien.
- Vivi - 24 år och ridlärare på Lindhöjden. Gifter sig efter ett par år med Daniel, Wendys avskydde datalärare i skolan. Skaffar så småningom en egen häst, Jupiter. Grälar ofta med sin kollega Mark. Vivi har långt, svart hår.
- Per - Stallskötare på Lindhöjden med släkt i Italien. Har ingen egen häst men hans favorithäst är ridskolehästen Terry. Hans hår är rödaktigt.
- Monika - Dyker upp i serien efter ett par år som ny stallskötare. I avsnittet ska Lindhöjdens personal välja mellan henne och en annan kandidat vid namn Peter. Det verkar först som att Peter ska bli vald då han är både socialt kompetent och händig medan Monika är lite tystare. Men då Monika ingriper och hindrar hästen Comet från att bli skadad blir det hon som blir anställd. Monika har kort, mörkt hår.
- Eva - En liten mörkhårig flicka som dyker upp i serien efter några år i form av dotter till den nya stallchefen. Wendy tar sig an henne och lär henne rida. Ej att förväxla med Wendys kusin Eva.
- Jörgen Loders - Enstöring som engagerar sig i miljöfrågor och ofta botar sjuka hästar med alternativa metoder. Herr Loders, eller bara Jörgen som han senare kallas, är ofta den som upplyser Wendy om att djur i närmiljön far illa. Ej att förväxla med Wendys kusin Jörgen.
- Stefan - 19-årig brunhårig hovslagarpraktikant och Wendys första mer permanenta pojkvän i serien. Stefan är en del av serien ganska länge innan han försvinner efter att ha brutit upp med Wendy.
- Roger - Blond motorcyklist som är helt ointresserad av hästar. Roger träffar Wendy då hennes häst nästan kolliderar med hans motorcykel. De är sedan ett par under lång tid trots att Gunnar inledningsvis är negativt inställd till Roger. Relationen tar slut då Roger får ett jobb i USA.
- Christer - Ännu en pojkvän till Wendy. Har mörkt, lockigt hår och är hästintresserad.
- Jesper - Pojkvän till Wendy.

### Hästar och andra djur
- Dixi - En av Wendys två egna hästar och i de första avsnitten också hennes favorithäst. Amerikansk Paint (tobiano) som i seriens början är lite av en problemhäst, något som dock ändras även om hon förblir en enmanshäst som inte tycker om när någon annan än Wendy rider henne. I ett avsnitt visar det sig att Dixi har en tidigare ägare som vill ha henne tillbaka, men som ändrar sig och låter Wendy behålla Dixi när hon ser bandet mellan de två. Dixi känner ofta på sig när Wendy är i fara och vice versa. Hon är inget vidare på att hoppa men en duktig Western-häst. Wendy rider henne ofta i Western-stil. Dixi är alltid brun- och vitfläckig men tecknas ibland med brun man och svans och ibland med svart. Kallas i serien ofta för pinto men den rätta beteckningen torde vara Paint.
- Peace - Den andra av Wendys två egna hästar och den hon haft längst. Peace är en skimmelfärgad hannoveranare som är välutbildad och trygg. Wendy och Peace tävlar ofta i hoppning. I ett avsnitt blir Peace skadad en tid innan Wendy skulle ha ställt upp med henne i en hopptävling och för att ändå kunna ställa upp får Wendy låna en annan häst, Jade, som är en ännu bättre hopphäst än Peace. Gunnar går med på att köpa Jade åt Wendy under förutsättning att Peace blir såld. Wendy överväger detta ett tag men kommer till sist fram till att Peace betyder mycket för henne oavsett hennes chanser att vinna tävlingar och att hon inte vill skiljas från henne.
- Domino - Wendys hopphäst som hon får senare i serien då Peace brutit ett ben och inte kan tävla längre. När det bestämdes att Peace inte skulle avlivas utan få återhämta sig samt få ett föl skaffar Wendy istället Domino som tävlingshäst. Han porträtteras som en svårriden häst men som Wendy trots detta lyckas rida. De vinner en stor tävling tillsammans. Domino är en ganska karaktärslös häst, och senare i serien försvinner han och ersätts av Peace som Wendy börjar rida igen. Peace's föl försvinner också ur handlingen. Domino är en holstein och svart/mörkbrun till färgen.
- Prins - Från början en ridskolehäst som Wendys vän Maria så småningom köper. Prins är brun till färgen och en snäll, trygg häst.
- Benny - Ridskolans äldsta häst som ofta lär upp nybörjare och hjälper ryttare att komma över sin rädsla. Lilla Eva lär sig från början rida på Benny men övergår till Angus då Benny är för stor för henne. Skimmel till färgen. Dör längre fram i serien.
- Terry - Ridskolehäst, känd för att vara livlig.
- Angus - Vit shetlandsponny och lilla Evas favorithäst.
- Taro - Skimmelfärgat arabiskt fullblod tillhörande Wendys kusin Eva.
- Onyx - Gunnars häst och en duktig dressyrhäst. Svart till färgen.
- Samba - Omnämns till en början som ridskolehäst men efter några år ändras detta och Samba är istället Gunnars häst och efterträdare till Onyx. Mörkbrun till färgen.
- Warwick - Marks häst.
- Jupiter - Vivis häst.
- Danny - Kallas senare Tammy. Åsna som håller Samba sällskap då han har en lugnande inverkan på henne.
- Roy - Wendys bruna hund som hon har ett nära band till. Kan utföra olika konster och följer ofta med Wendy när hon är ute och rider.
- Mollie - Stallkatt och siames till rasen. Bästa vän till Roy.
- Elmer - Stallgris